# 高山美瑠
高山 美瑠（たかやま みる、1981年2月16日 -）は、日本の元歌手。愛称は美瑠嬢やみるみる、美瑠チャンなど。
東京都出身、声優でTWO-MIXのボーカル・高山みなみの従姉妹。

## 来歴
音楽スクールにてボイストレーニングを受ける傍ら、TWO-MIXのデモテープの制作を手伝っていた。
1999年TWO-MIXが前所属事務所から独立、「エンターテインメント路線の実現」と称して新事務所「Little Station」を立ち上げると、その「エンターテインメント路線」の一環として、同年5月にワーナーミュージック・ジャパンから「高山美瑠 with TWO-MIX」名義でデビューした。全く無名だったにもかかわらず、新曲発売の告知ポスターを作成するなど宣伝活動が大々的に行われた。デビュー当初のキャッチコピーは「デジタリスト、download（生マレル）」。
翌2000年には高山みなみとのユニット「M★TWO-MinaMiru-」（エム トゥー ミナミル）を結成。しかし、同年3月に発売された実質の美瑠名義のアルバム（ベスト・アルバム）『Single & Single』では新曲が一曲も無く、さらに同じ曲のアレンジ違いを3曲収録するなど、事実上新規の活動といえるものはなかった。このことについて永野椎菜はLittle Stationのホームページ上で「TWO-MIXは美瑠に冷たいというが、一生懸命最善を尽くしてやってきた。自分のやって来たことが力量不足と言われると悲しい」とコメントしている。その後、美瑠は自らの希望でアメリカへ留学する為に歌手活動を休止。
現在再開の目処は立っておらず、事実上の引退となっている。

## 高山美瑠 with TWO-MIX
『高山美瑠 with TWO-MIX』名義のシングル曲はTWO-MIXのアルバム『RHYTHM FORMULA』でセルフカバーしている。TWO-MIXはこれをオリジナルヴァージョンとして、タイトルに「1ST」を冠している。
2021年、TWO-MIXの上記名義のシングル3枚が音楽配信サービスで解禁された。

## ディスコグラフィー

### シングル
|                       | 発売日                | タイトル                  | カップリング                         | 形態                  | 製造番号              | 順位                  |
| 高山美瑠 with TWO-MIX | 高山美瑠 with TWO-MIX | 高山美瑠 with TWO-MIX     | 高山美瑠 with TWO-MIX                | 高山美瑠 with TWO-MIX | 高山美瑠 with TWO-MIX | 高山美瑠 with TWO-MIX |
| --------------------- | --------------------- | ------------------------- | ------------------------------------ | --------------------- | --------------------- | --------------------- |
| 1st                   | 1999年5月12日         | JUSTICE〜Future Mystery〜 | LITTILE SKY WALKER                   | 8cmCD                 | WPD7-10006            | 20位                  |
| 2nd                   | 1999年8月25日         | Kiss                      | Kiss -another possibility-           | 8cmCD                 | WPD7-10010            | 29位                  |
| 3rd                   | 1999年11月10日        | RHYTHMIC YOUTH            | RHYTHMIC YOUTH -another possibility- | マキシシングル        | WPC7-10038            | 43位                  |
| 3rd                   | 1999年11月10日        | RHYTHMIC YOUTH            | BECAUSE I LOVE YOU                   | マキシシングル        | WPC7-10038            | 43位                  |
| M★TWO-MinaMiru-       |                       |                           |                                      |                       |                       |                       |
| 1st                   | 2000年2月23日         | 37℃〜微熱戦記〜           | 37℃-0.5℃                             | マキシシングル        | WPC7-10041            | 43位                  |
| 1st                   | 2000年2月23日         | 37℃〜微熱戦記〜           | 37℃+1.5℃                             | マキシシングル        | WPC7-10041            | 43位                  |

### アルバム
|                 | 発売日          | タイトル        | 形態            | 製造番号        | 順位            |                 |
| M★TWO-MinaMiru- | M★TWO-MinaMiru- | M★TWO-MinaMiru- | M★TWO-MinaMiru- | M★TWO-MinaMiru- | M★TWO-MinaMiru- | M★TWO-MinaMiru- |
| --------------- | --------------- | --------------- | --------------- | --------------- | --------------- | --------------- |
| 1st             | 2000年3月23日   | Single & Single | CD              | WPC7-10043      | 59位            |                 |

## タイアップ曲
| 楽曲                      | タイアップ                                                                 | 時期   | 収録作品                              |
| ------------------------- | -------------------------------------------------------------------------- | ------ | ------------------------------------- |
| JUSTICE〜Future Mystery〜 | よみうりテレビ・日本テレビ系アニメ『金田一少年の事件簿』オープニングテーマ | 1999年 | シングル「JUSTICE〜Future Mystery〜」 |
| RHYTHMIC YOUTH            | テレビ東京系『クイズ赤恥青恥』エンディングテーマ                           | 1999年 | シングル「RHYTHMIC YOUTH」            |
| 37℃〜微熱戦記〜           | テレビ東京系アニメ『ジバクくん』エンディングテーマ                         | 2000年 | シングル「37℃〜微熱戦記〜」           |